# Taiwanese yen
De Taiwanese yen was de munteenheid van Japans-Taiwan van 1895 tot 1946. Het was gelijkwaardig aan en circuleerde naast de Japanse yen. De Taiwanese yen werd onderverdeeld in 100 sen. Het werd in 1946 vervangen door de Taiwanese dollar.

## Geschiedenis
In 1895, als gevolg van de Eerste Chinees-Japanse Oorlog, stond Qing China het eiland Taiwan af aan Japan in het Verdrag van Shimonoseki. De Japanse yen werd toen de munteenheid van Taiwan, met aparte bankbiljetten in yen die vanaf 1898 werden uitgegeven door de Bank of Taiwan. Alleen bankbiljetten en postzegelgeld werden uitgegeven.
In 1945, nadat Japan was verslagen in de Tweede Wereldoorlog, nam de Republiek China het bestuur van Taiwan over, nam binnen een jaar de Bank of Taiwan over en introduceerde de Taiwanese dollar, die de Taiwanese yen at pari verving.

## Bankbiljetten
In 1899 introduceerde de Bank of Taiwan 1 en 5 yen biljetten, gevolgd door 50 yen biljetten in 1900 en 10 yen in 1901. 100 yen biljetten werden geïntroduceerd in 1937 en 1000 yen in 1945. De laatste uitgegeven biljetten waren gedateerd 1945.

## Zegelgeld
In 1917 werd zegelgeld uitgegeven in coupures van 5, 10, 20 en 50 sen. 1, 3 en 5 sen zegelgeld werd uitgegeven in 1918. Deze uitgiften bestonden uit postzegels van de juiste coupure bevestigd op vormen genaamd tokubetsu yubin kitte daishi ("speciale postzegelkaarten").